# Stefan (Nehrebecki)
Stefan, imię świeckie Ołeksandr Nehrebecki (ukr. Олександр Негребецкий; ur. 14 kwietnia 1942 w Kijowie) – ukraiński arcybiskup prawosławny, zwierzchnik niekanonicznej Apostolskiej Cerkwi Prawosławnej na Ukrainie.

## Życiorys
W czasie rewolucji na Majdanie pełnił rolę przewodniczącego Duchowej Rady Majdanu, nawołując do uniezależnienia ukraińskiego prawosławia od Patriarchatu Moskiewskiego oraz pokojowego dialogu pomiędzy protestującymi. Jest reprezentantem Apostolskiej Cerkwi Prawosławnej na Ukrainie w Ogólnokrajowej Radzie Organizacji Religijnych na Ukrainie.
Pełnił funkcję archimandryty monasteru będącego pod jurysdykcją Ukraińskiego Kościoła Prawosławnego Patriarchatu Kijowskiego.

## Biskup
30 sierpnia 2005 r. przyjął chirotonię biskupią w Ukraińskim Kościele Prawosławnym w Ameryce z rąk arcybiskupa Spyrydona.